# David Phillips (voetballer)
David Owen Phillips (Wegberg, 29 juli 1963) is een voormalig profvoetballer uit Wales die speelde als middenvelder gedurende zijn loopbaan. Hij sloot zijn actieve carrière in 2001 af bij Stevenage Borough FC. Phillips werd geboren in West-Duitsland.

## Interlandcarrière
Phillips kwam in totaal 62 keer (twee doelpunten) uit voor de nationale ploeg van Wales in de periode 1984–1996. Onder leiding van bondscoach Mike England maakte hij zijn debuut op 2 mei 1984 in het thuisduel tegen Engeland (1-0) in Wrexham, net als aanvaller Mark Hughes (Manchester United).

## Erelijst
Coventry City
- FA Cup

1987